# Campionato mondiale giovanile di scherma 1980
Il Campionato mondiale juniores di scherma del 1980 ("1980 World Juniors Fencing Championships") è stato organizzato dalla Federazione internazionale della scherma e si è svolto a Venezia in Italia dal 3 al 7 aprile.
Nel fioretto, si sono aggiudicati i titoli del campionato mondiale l'italiano Federico Cervi, che ha battuto in finale il tedesco Jens Howe, e la francese Isabelle Bégard che ha avuto la meglio sulla tedesca Martina Radecke.
Nella spada il ceco Oldrich Kubista ha battuto in finale il sovietico Toomas Hint, ottenendo il titolo mondiale juniores maschile.
Nella sciabola il sovietico George Pogosov prevale sul sovietico Andrey Alshan.

## Podi

### Uomini
| Specialità  | Oro             | Argento       | Bronzo         |
| Individuali |                 |               |                |
| Fioretto    | Federico Cervi  | Jens Howe     | Mauro Numa     |
| Spada       | Oldrich Kubista | Toomas Hint   | Tristan Zerbib |
| Sciabola    | George Pogosov  | Andrey Alshan | Péter Abay     |

### Donne
| Specialità  | Oro             | Argento         | Bronzo           |
| Individuali |                 |                 |                  |
| Fioretto    | Isabelle Bégard | Martina Radecke | Olga Votschakina |

## Medagliere
| Pos.   | Nazione          | Oro | Argento | Bronzo | Totale |
| ------ | ---------------- | --- | ------- | ------ | ------ |
| 1      | Unione Sovietica | 1   | 2       | 1      | 4      |
| 2      | Italia           | 1   | 0       | 1      | 2      |
| 2      | Francia          | 1   | 0       | 1      | 2      |
| 4      | Rep. Ceca        | 1   | 0       | 0      | 1      |
| 5      | Germania         | 0   | 2       | 0      | 2      |
| 6      | Ungheria         | 0   | 0       | 1      | 1      |
| Totale | Totale           | 4   | 4       | 4      | 12     |